# Karasznyán
Karasznyán (szlovákul Krasňany) község Szlovákiában, a Zsolnai kerületben, a Zsolnai járásban.

## Fekvése
Zsolnától 12 km-re keletre fekszik.

## Története
A község területén már a 8. században szláv település volt, ezt bizonyítják a határában megtalált sírok.
A mai települést a német jog alapján alapították. 1354-ben „Karazna” néven említik először, a közeli Óvár uradalmához tartozott. 1434-ben „Crasna”, 1439-ben „Kraznane” alakban látjuk. Mátyás király a liptószentmiklósi Pongrácz családnak adta. 1511-ben „Kraznany” néven említik. A faluban a mai kastély helyén egy 1561-ben már említett reneszánsz nemesi kúria állt. 1598-ban 14 háza volt. A kúria 1654-ben leégett. A 17.-18. században határában mészégető kemencék és vaskohók működtek. 1720-ban uradalmi major volt a helyén. 1784-ben 53 házában 63 családban 338 lakos élt itt.
A 18. század végén Vályi András így ír róla: „KRASZNANI. Tót falu Trentsén Várm. földes Urai Gróf Pongrácz, és Lusinszky Uraságok, lakosai katolikusok, fekszik Zolnához más fél mértföldnyire, ’s az Uraságoknak épűleteikkel díszesíttetik, határja középszerű.”
1828-ban 56 háza és 466 lakosa volt, akik főként mezőgazdasággal foglalkoztak.
Fényes Elek 1851-ben kiadott geográfiai szótárában így ír a településről: „Krasznyán, Trencsén m. tót falu, Varinhoz 1 fertály. Lakja 469 kath., 16 zsidó. Határa elég termékeny rozsra és árpára; erdeje derék. Van egy csinos urasági kastélya is. F. u. gr. Pongrácz, és b. Luzsinszky család. Ut. p. Zsolna.”
A trianoni diktátumig Trencsén vármegye Zsolnai járásához tartozott.

## Népessége
| Év:            | 1994. | 2004.    | 2014.    | 2024.    |
| -------------- | ----- | -------- | -------- | -------- |
| Emberek száma: | 1118  | 1231     | 1466     | 1669     |
| Eltérés:       |       | +10,10 % | +19,09 % | +13,84 % |

| Év:            | 2023. | 2024.   |
| -------------- | ----- | ------- |
| Emberek száma: | 1660  | 1669    |
| Eltérés:       |       | +0,54 % |

1910-ben 566, túlnyomórészt szlovák lakosa volt.
2001-ben 1202 lakosából 1188 szlovák volt.
2011-ben 1430 lakosából 1236 szlovák.

## Neves személyek
- Itt született 1837-ben Pongrácz Adolf választott püspök.

## Nevezetességei
- A falu közepén áll nagy parkkal övezett várkastélya, amely 1667 és 1678 között épült a korábbi kastély helyén. A 18. században bővítették, majd 1898 és 1912 között teljesen felújították. A régi kastélyból máig fennmaradt a keresztboltozat és a reneszánsz portál.

## Külső hivatkozások
- Községinfó
- Karasznyán Szlovákia térképén
- A kastély képes ismertetője
- Karasznyán kastélya Archiválva 2007. szeptember 27-i dátummal a Wayback Machine-ben
- Az SK Krasňany labdarúgócsapatának honlapja
- Alapinformációk
- Képek a kastélyról
- E-obce.sk[halott link]